# Laryngaltheorie
Die Laryngaltheorie der Indogermanistik erklärt bestimmte Unregelmäßigkeiten in Lautverschiebungen und Ablautreihen der Einzelsprachen durch die Wirkung sogenannter Laryngale. Der Begriff Laryngal (bzw. Laryngallaut) ist der Semitistik entnommen. Dort bezeichnet er traditionell Rachen- oder Kehlkopflaute, die man in der modernen Phonetik als pharyngal oder glottal einstuft und die auf benachbarte Vokale koartikulativ färbende Wirkungen haben, während sie selbst teilweise zur abgeschwächten Aussprache oder diachronisch zum völligen Verschwinden neigen.
Aufgestellt hat sie in abstrakter Form Ferdinand de Saussure 1879. De Saussure ging davon aus, dass jener – in wichtigen archaischen athematischen Verbalbildungen sehr häufige – Langvokal -ā- des Altindischen, der in seiner Nullstufe als -i- (dhā ‚stellen‘, aber hitá- ‚gestellt‘, sthā ‚stehen‘, aber sthitá- ‚gestanden‘ oder dā ‚geben‘, aber *ditá- ‚gegeben‘) erscheint, regelhaft aus der Verbindung von /-é-/ mit einem Laut entstanden ist, der zwar in den (bis dahin) überlieferten Sprachen sonst keine Spuren hinterlassen hatte, aber in nullstufigen Wortformen zwischen Plosiven sonantisiert wurde und in dieser vokalischen Form wie jeder andere Vokal auch im Rahmen der einschlägigen Lautgesetze weiterexistierte.
Im dem Altindischen isoglottisch sehr nahestehenden Griechischen fand de Saussure mehr als eine exakte Bestätigung, nämlich eine präzise Aufteilung in -ē-/-e-, -ā-/-a- und -ō-/-o-Vokalismus (die auf drei verschiedene Laute schließen lässt) bei denselben Wurzeln und mit denselben Bedeutungen, so dass altind. dhā genau griech. θη, altind. hitá- genau griech. θετός, altind. sthā genau griech. στη/στᾱ, altind. sthitá- genau griech. στατός, altind. dā genau griech. δω und altind. *ditá- genau griech. δοτός entsprachen. Im Latein. entsprechen altind. sthā latein. stā, altind. sthitá- latein. status, altind. dā latein. dō (etwa in dōnum ‚Geschenk‘) und altind. *ditá- latein. datus.
Als man später bemerkte, dass die sogenannten Laryngallaute der semitischen Sprachen (phonetisch betrachtet also die Pharyngal- und Glottal-Laute) sich ganz ähnlich verhalten wie die von Saussure postulierten Laute, begann man, diese ebenfalls als Laryngale zu bezeichnen. Vermutungen über die phonetische Realisation der voreinzelsprachlichen indogermanischen Laryngale stützen sich auch heute noch wesentlich auf das Vorbild der entsprechenden semitischen Laute.
Die Laryngaltheorie ist nach früherem Streit inzwischen durchweg anerkannt.
Im Einzelnen werden phonologisch – entsprechend dem griech. Befund, der die oben genannte Dreiteilung in -ē-/-e-, -ā-/-a- und -ō-/-o-Vokalismus manifestiert – drei Laryngale postuliert, die (konsonantisch) als h₁, h₂, h₃ oder (sonantisch) als ə₁, ə₂, ə₃ notiert werden. Strukturell ergeben sich damit für (vgl. oben; Reihenfolge altind. – griech. – latein.; im Falle der Wurzel *dʰeh₁ sind die latein. Folgeformen infolge einer sprachtypischen k-Erweiterung der Wurzel leicht verdunkelt, aber erkennbar (factus aus *dʰə₁-k-tó-)) dhā und θη eine Form *dʰeh₁, für hitá- und θετός ein Rekonstrukt *dʰə₁-tó-, für sthā, στη/στᾱ und stā eine Form *steh₂, für sthitá-, στατός und status ein Rekonstrukt *stə₂-tó-, für dā, δω und dō eine Form *deh₃ und für *ditá-, δοτός und datus ein Rekonstrukt *də₃-tó-. Ist nicht bekannt, welcher der drei Laryngale im Rekonstrukt angesetzt werden muss, wird ein solcher Laryngal heutzutage durch das Coversymbol H (oder einfach h ohne Indexziffer) symbolisiert.
Über die genaue Aussprache dieser Laryngale sind sich die Phonologen nicht einig; die Tendenz geht jedoch relativ eindeutig dahin, h₁ phonetisch als [h], h₂ als [x], also den Ach-Laut, und h₃ als stimmhaften Reibelaut mit Lippenrundung, also [γʷ], aufzufassen.  

## Beispielhafte Entwicklungen in den idg. Einzelsprachen
- Im Altgriechischen wirkten sich die indogermanischen Laryngale so aus, dass (in ihren sonantischen Varianten, die allerdings immer dann, wenn es nur möglich war, realisiert wurden) *h₁ durch /e/, *h₂ durch /a/ und *h₃ durch /ο/ fortgesetzt wurden bzw. unter Ersatzdehnung (postvokalisch) geschwunden sind: *h₁ln̥gʷʰ-ú-s > elakʰýs (ἐλαχύς) ‚gering‘; *ph₂tḗr > patḗr (πατήρ) ‚Vater‘; *h₃d-i̯ó- > ózdō (ὄζω) ‚ich rieche‘; zu den entstehenden Langvokalen vgl. oben θη, στη/στᾱ und δω.

- Im Hethitischen wurde h₂ in allen Positionen sowie h₃ im Anlaut als Laryngal, transliteriert ḫ, fortgesetzt: idg. *péh₂ṷr̥ > heth. paḫḫur ‚Feuer‘.

Diese Beobachtung konnte nach der Entzifferung des Hethitischen, der bislang ältesten uns schriftlich bekannten indogermanischen Sprache, im Jahr 1929 gemacht werden, und sie wird oft als praktische Bestätigung von Saussures Theorie angeführt. Tatsächlich war sie aber eher ein Hindernis bei der Durchsetzung der Laryngaltheorie. In heutigen Darstellungen wird die Laryngaltheorie meist mit Belegen aus dem Altgriechischen begründet.
Darüber hinaus gehen manche Indogermanisten davon aus, dass sich die komplizierten Ablautsysteme (z. B. e – a – o: berge, barg, geborgen) der Tochtersprachen aus wenigen Vokalen, vielleicht sogar nur einem einzigen Vokal herleiten lassen. Von Vertretern der seriösen Forschung werden solche Versuche jedoch als willkürliche, wirklichkeitsfremde und zauberstab-laryngalistische Erklärungen abgelehnt.

## Schwa indogermanicum
Vor und in der ersten Zeit nach der Entdeckung wurde in vielen Fällen das Schwa indogermanicum konsonantisch ə̯, sonantisch ə (dieses vor allem in Wörterbüchern vor dem Aufkommen der Laryngalhypothese) notiert. Für dieses ə findet sich in gewissen Kontexten auch die Notierung h̥. Es ist in fast allen Einzelsprachen als /a/ fortgesetzt, im Indoiranischen als /i/ und im Griechischen in dieser präzisen, die Laryngalqualität in sehr vielen Fällen mit Sicherheit bestimmenden dreifachen Aufteilung /e/, /a/ und /o/.